# Allotriosmylus
Allotriosmylus – wymarły rodzaj sieciarek z rodziny strumycznikowatych, obejmujący tylko jeden opisany gatunek: Allotriosmylus uniramosus.
Rodzaj i gatunek typowy opisali w 2012 roku Yang Qiang, Władimir Makarkin i Ren Dong na podstawie skamieniałości odnalezionej w Daohugou, na terenie chińskiej Mongolii Wewnętrznej, datowanej na jurę środkową. Takson ten jest blisko spokrewniony z rodzajem Epiosmylus, który wcześniej bywał umieszczany w osobnej rodzinie lub podrodzinie.
Owad ten cechował się obecnością tylko jednej gałęzi sektora radialnego w użyłkowaniu obu par skrzydeł. Pterostygmy obu par były wydłużone i przyciemnione, pola kostalne wąskie, żyłki subkostalne proste i szeroko rozstawione, a żyłka radialna i żyłki medialna zlane ze sobą na dość długim odcinku. Przednie skrzydła miały obrys podługowato-jajowaty, długość 10,9 mm i szerokość 3,4 mm. Wydłużone skrzydło tylne miało 9,8 mm długości, 2,7 mm szerokości i odznaczało się pojedynczą gałęzią przedniej żyłki kubitalnej.